# Philippe Marcombes
Philippe Marcombes, né à Murat (Cantal) le 5 décembre 1877 et mort le 13 juin 1935 à Paris, est un homme politique français.

## Carrière militaire
Philippe Marcombes est né à Murat en décembre 1877. 
Il effectue ses études secondaires au lycée de Clermont-Ferrand, avant de rejoindre l'école de santé militaire de Lyon. 
Il exerce quelques années la profession médicale dans le corps militaire, avant de devenir médecin de ville, à Clermont-Ferrand, à partir de 1905. Il est de nouveau médecin militaire pendant la Première Guerre mondiale qu'il termine au grade de lieutenant-colonel. Il est décoré de la Légion d'honneur (officier), de la Croix de guerre et de la Distinguished Service Cross.

## Carrière municipale
Appartenant à la famille politique radical-socialiste, Philippe Marcombes est élu pour la première fois conseiller municipal en 1904, seul élu de son courant. Il siège alors dans l'opposition face à la majorité d'Antoine Fabre. En 1910, il est élu conseiller général du canton de Clermont-Nord qui reste son fief jusqu'à sa mort.

### Campagne de 1919
En 1919, le maire Ernest Charles Vigenaud ne se représente pas. Sous l'impulsion de l'ancien ministre Clémentel, le docteur Marcombes se retrouve à la tête d'une liste dite « républicaine, d'action et de réalisations municipales » réunissant radicaux (comme lui) et diverses formations de la droite. Cette union républicaine cherche plus ou moins ouvertement à contrecarrer l'opposition socialiste et sa liste composée essentiellement d'ouvriers ou d'anciens combattants. Une troisième liste, emmenée par le radical Dumothier, est candidate, penchant plutôt à gauche.
La campagne 1919 est particulièrement féroce. La SFIO clermontoise dénonce l'inaction de la municipalité de Vigenaud, se cachant derrière le contexte de la Grande Guerre qui vient de se terminer. Elle attaque aussi les personnalités conservatrices candidates sur la liste Marcombes, des hommes hostiles aux récentes grandes lois de la république telles que la séparation de l'Église et de l'État. À l'inverse, la liste Marcombes souhaite faire barrage plus ou moins ouvertement aux socialistes, dans le nouveau contexte de la Russie bolchevique.
L'apparition d'un nouveau journal avec La Montagne est un autre vecteur d'une campagne fortement animée par les journaux politiques de la région, avec La Montagne (socialiste), L'Avenir (modéré) ou Le Moniteur (proche de Clémentel).
La liste Marcombes est finalement élue au second tour de scrutin, après ballottage, ne laissant que trois sièges à la liste d'Union des Gauches, fusion des deux autres listes (radicale et socialiste). Trois sièges pour les radicaux de Dumothier, mais aucun pour la SFIO.

### Campagne de 1925
Philippe Marcombes est réélu en 1925, mais avec une alliance axée à gauche.

### Campagne de 1929
En 1929, Philippe Marcombes ne parvient pas à se faire élire au conseil municipal. La montée en puissance de la liste socialiste d'Antoine Villedieu et le refus de Gabriel Montpied d'intégrer des éléments modérés sur sa liste attisent la contestation contre le maire sortant. De nouveau, La Montagne soutient la SFIO, tandis que Le Moniteur et L'Avenir lui préfèrent le sortant.
Au premier tour de scrutin, la liste radicale ne parvient pas à faire le plein de voix. Seuls 16 candidats sont élus dès le premier tour. Philippe Marcombes est de son côté en ballottage. La moyenne des radicaux chute alors que celle des socialistes grimpe. Au second tour, les deux listes se partagent les sièges : 5 pour la SFIO (plus les 4 du fief montferrandais qui vote à part), et 7 pour les radicaux. Le maire sortant ne parvient pas à réunir les suffrages suffisants pour rester au conseil municipal. Écarté de l'Hôtel de Ville, c'est Paul Gondard qui lui succède donc.
À la fin, le conseil municipal se répartit selon les formations politiques suivantes : SFIO (10 membres), Socialistes de France (3 membres), Radicaux-socialistes (18 membres), Républicains de gauche (3 membres).

### Campagne de 1935
1935 est l'année du triomphe. Philippe Marcombes parvient à rallier autour de sa personne l'ensemble des républicains. Son successeur, Paul Gondard, conscient d'avoir été premier magistrat par intérim, s'apprête à lui rendre le fauteuil de maire. Les trois quotidiens soutiennent la liste de Rassemblement Républicain du « Bon Docteur ». On note tout particulièrement le journal La Montagne du socialiste Alexandre Varenne, rallié depuis une année pour créer un front républicain face aux tentations extrémistes du 6 février 1934.
Quatre listes se lancent dans la bataille des urnes. La SFIO, emmenée par Antoine Villedieu, est candidate, mais donc pour la première fois sans le soutien du journal d'Alexandre Varenne. Un radical-socialiste dissident, le Docteur Pinet (ancien adjoint de Marcombes dans les années 1920) se présente avec un programme à tendance libérale, dénonçant des frais de fonctionnement trop importants. Pinet avait rendu sa carte quelque temps auparavant, n'ayant pas reçu d'investiture pour affronter Alexandre Varenne aux cantonales. Enfin, une liste communiste se porte aussi candidate.
Au premier tour de scrutin, la liste Marcombes obtient un net succès permettant à quasi tous les colistiers d'être élu confortablement. Seuls trois candidats de la liste ne réunissent pas la majorité absolue, dont Paul Gondard. Dans une lettre aux Clermontois, ce dernier annonce le retrait de sa candidature dans l'entre-deux-tours. Le dimanche suivant, les trois candidats Marcombes sont néanmoins élus à leur tour sans le moindre problème. La SFIO clermontoise garde 4 élus, sur son fief de Montferrand (élection à part).
À la fin, le conseil municipal se répartit selon les formations politiques suivants :
SFIO : 4 membres ; Socialistes de France : 4 membres ; Radicaux-socialistes : 20 membres ; Républicain de gauche : 1 membre ; URD : 7 membres.

## Carrière de ministre

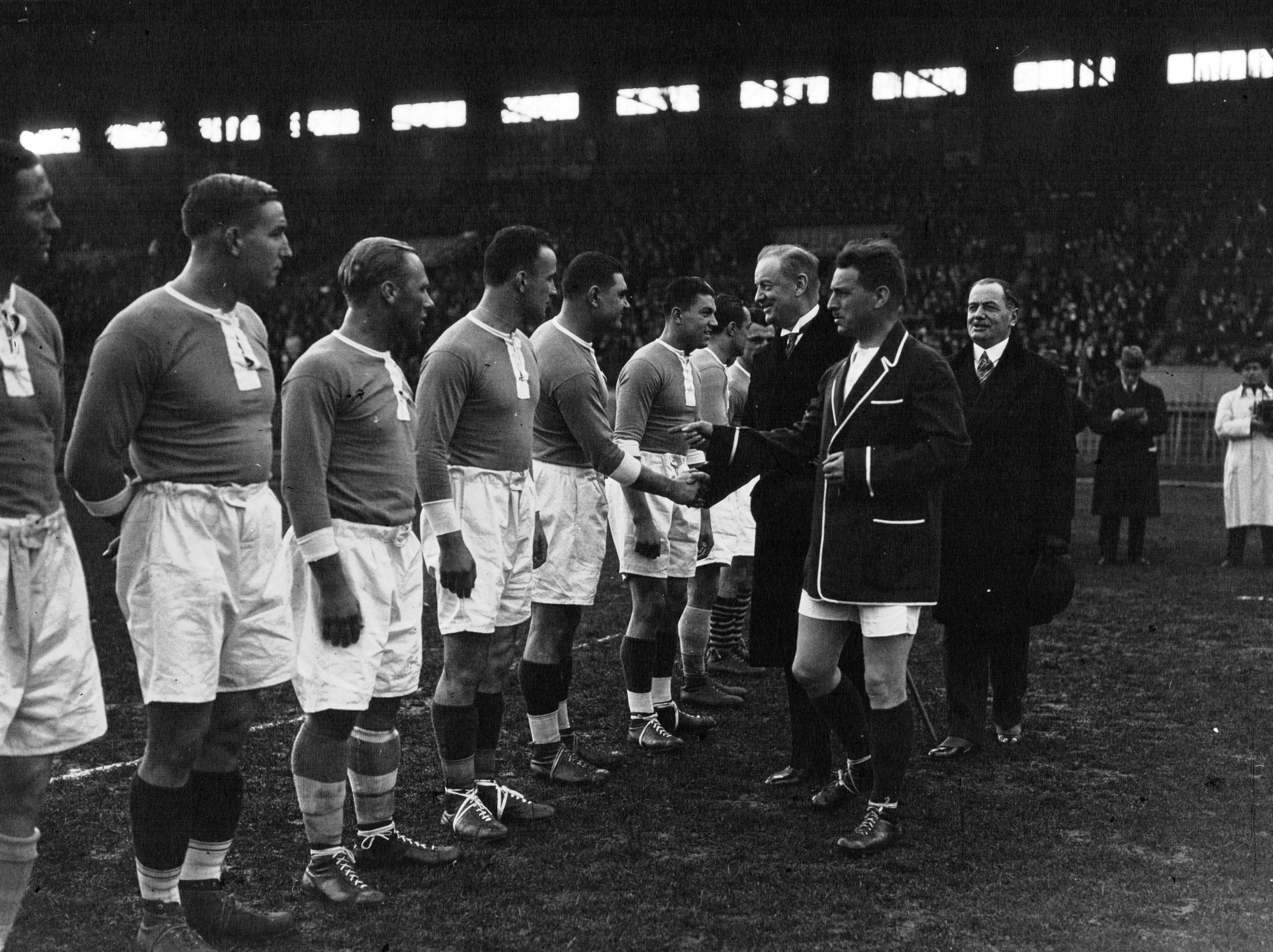
M. Marcombes félicite les joueurs de l'équipe de France de rugby à XV avant la partie (1933)

Il est à deux reprises sous-secrétaire d'État, sous la tutelle du Ministre de l'Éducation nationale : il est chargé de l’éducation physique dans le gouvernement III de Édouard Herriot (3 juin à 14 décembre 1932), puis chargé de l’enseignement technique dans le gouvernement Albert Sarraut I (26 octobre au 25 novembre 1933).
Il est aussi un éphémère ministre de l'Éducation nationale en 1935 dans le gouvernement de Pierre Laval. Il meurt brutalement d'une embolie six jours après sa nomination à l'ouverture du conseil des ministres au Palais de l'Élysée le 13 juin.

## Réalisations
Il procéda à de nombreux aménagements à Clermont-Ferrand, que l'on peut encore voir en ville. L'hyper-développement de Michelin à son époque l'a conduit à permettre ce développement.
Dans le domaine de la santé, il fit construire la polyclinique, qui se situe toujours à côté de l'Hôtel-Dieu. Il développa aussi les dispensaires pour permettre l'accès à la santé à tous. Il ordonna la construction de bains-douches, et lutta pour la salubrité publique pour aménager les égouts. Sa profession médicale l'a logiquement conduit à prendre à cœur ces domaines de santé publique.
Dans les autres domaines, pêle-mêle, on lui doit un stade vélodrome qui porte aujourd'hui son nom, la reconstruction du marché couvert Saint-Pierre (en 1931) destiné à l'alimentation, et une cité universitaire. C'est encore sous Philippe Marcombes que sont nées de nombreuses cités Michelin, notamment dans le quartier de La Plaine.
Une rue, une place (tous les deux à côté de la mairie) et un stade portent son nom à Clermont-Ferrand. Le stade est situé entre les quartiers Verdun et St-Jacques, et se compose de nombreux courts de tennis (7), de trois terrains de basket (dont un couvert), d'un grand skateparc couvert, et d'un terrain de foot encerclé d'une piste d'athlétisme et d'un vélodrome.

## Mandats

### Locaux
- Conseiller municipal en 1904 à 1929
- Conseiller général (Canton nord de Clermont-Ferrand) de 1910 à 1935
- Maire de Clermont-Ferrand de 1919 à 1929
- Maire de Clermont-Ferrand pendant un mois en 1935

### Mandats de député
- Député du Puy-de-Dôme républicain radical et radical-socialiste du 29 avril 1928 au 31 mai 1932
- Député du Puy-de-Dôme républicain radical et radical-socialiste du 8 mai 1932 au 13 juin 1935

### Nationaux
- Ministre de l’Éducation nationale pendant six jours (du 7 juin 1935 au 16 juin 1935)
- Sous-secrétaire d’État au ministère de l’Éducation nationale, chargé de l’éducation physique (3 juin 1932 à 14 décembre 1932)
- Sous-secrétaire d’État au ministère de l’Éducation nationale, chargé de l’enseignement technique (26 octobre au 25 novembre 1933)